# دهنو خواجه
 دهنو خواجه  قرية صغيرة تـتبع بلدة جناح (بالفارسية: بخش جناح ) من توابع مدينة بستك وتقع في محافظة هرمزگان في جنوب غرب إيران. إحدى قرى « إقليم فرامرزان».

## حدود قرية دهنو خواجه
حدود قرية دهنو خواجه: من الشمال دهنو قلندران، ومن الجنوب «نهر مهران »، من الغرب قرية داربست ومن الشرق تنتهي بـقرية كزه.

## السكان
يبلغ عدد سكان هذه القرية حسب تعداد السكان لعام 2006 للميلاد، (220) نسمة تشكل (57) عائلة، من أهل السنة والجماعة وعلى المذهب الشافعي. يتكلمون الفارسية باللهجة المحلية. بها مسجد، ومدرسة مشتركة، وعدد ثلاثة البرك لحفظ مياه الأمطار، إذا الأودية أثناء هطول المطر.

## أراضي زراعية
في القرية أراضي شاسعة خصبة لزراعة القمح والشعير، كذلك لديهم حوالى 500 نخلة مثمرة، ويمتهن سكان القرية بمهنة الزراعة وتربية المواشي والأغنام.

## وصلات خارجية
- التقسيمات الادارية لمحافظة هرمزگان